# Abantidas
Abantidas (tiếng Hy Lạp Ἀβαντίδας), con trai của Paseas, đã trở thành bạo chúa của thành bang Hy Lạp cổ đại Sicyon sau khi ám sát Cleinias, cha của Aratos, vào năm 264 TCN. Sau vụ ám sát này, Abantidas đã cho lưu đày và hành quyết những người bạn và họ hàng còn lại của Cleinias; Aratos, lúc này mới chỉ 7 tuổi, đã thoát chết trong gang tấc bằng cách chạy trốn vào nhà của Soso, em gái của Abantidas, bà đã kết hôn với Prophantos, em trai của Cleinias. Abantidas yêu thích văn chương và có thói quen tham dự vào các cuộc tranh luận về triết học của Deinias xứ Argos và Aristotle, nhà biện chứng, trong khu agora của Sicyon: trong một lần như vậy, với sự đồng lõa của hai nhà hùng biện, ông đã bị kẻ thù của mình sát hại vào năm 252 TCN. Cha của ông, Paseas, đã kế vị ông làm bạo chúa của Sicyon, ông ta sau đó đã bị Nicocles ra lệnh xử tử.